# Salix cheilophila
Salix cheilophila ist ein Strauch oder kleiner Baum aus der Gattung der Weiden (Salix) mit anfangs filzig behaarten und später verkahlenden Zweigen. Die Blattspreiten haben Längen von 2,5 bis manchmal 6 Zentimetern. Das natürliche Verbreitungsgebiet der Art liegt in China.

## Beschreibung
Salix cheilophila ist ein bis zu 5 Meter hoher Strauch oder kleiner Baum mit grau-schwarzen oder rot-schwarzen, anfangs filzig behaarten und später verkahlenden Zweigen. Die Knospen sind zottig behaart. Die Laubblätter haben einen sehr kurzen Stiel. Die Blattspreite ist linealisch, linealisch-verkehrt-lanzettlich oder verkehrt lanzettlich, 2,5 bis 3,5 selten bis 6 Zentimeter lang und 3 bis 5 selten 10 Millimeter breit, zugespitzt oder bespitzt, mit verschmälerter oder selten stumpfer Basis und Richtung Blattspitze drüsig gesägtem Blattrand. Die Oberseite ist grün und fein behaart, die Unterseite weißgrau und dicht seidig behaart.
Die männlichen Blütenstände sind 1,5 bis 2,5 Zentimeter lange und 3 bis 4 Millimeter durchmessende, beinahe sitzende Kätzchen mit zwei bis drei Blättern an der Basis. Die Tragblätter sind verkehrt-eiförmig-länglich, mit stumpfer oder ausgerandeter Spitze und daunig behaarter Basis. Männliche Blüten haben eine schmal längliche, selten zweilappige Nektardrüse. Die zwei Staubblätter sind vollständig zusammengewachsen und kahl, die Staubbeutel sind gelb und vierfach gekammert. Die weiblichen Kätzchen sind bis zu 2,5 Zentimeter lang. Die Tragblätter sind mehr oder weniger rund. Weibliche Blüten haben eine schmal-längliche Nektardrüse. Der Fruchtknoten ist eiförmig bis eiförmig-zylindrisch, dicht fein behaart oder kahl, sitzend oder kurz gestielt. Die Narbe ist kurz. Als Früchte werden etwa 3 Millimeter lange Kapseln gebildet. Salix cheilophila blüht mit dem Blattaustrieb von April bis Mai, die Früchte reifen im Mai.

## Vorkommen
Das natürliche Verbreitungsgebiet liegt in den chinesischen Provinzen Gansu, Hebei, Henan, in der Inneren Mongolei, in Ningxia, Qinghai, Shaanxi, Shanxi, Sichuan, Yunnan und in Tibet entlang von Flussläufen in Höhen von 700 bis 3000 Metern.

## Systematik
Salix cheilophila ist eine Art aus der Gattung der Weiden (Salix) in der Familie der Weidengewächse (Salicaceae). Dort wird sie der Sektion Cheilophilae zugeordnet. Sie wurde 1916 von Camillo Karl Schneider erstmals wissenschaftlich beschrieben. Der Gattungsname Salix stammt aus dem Lateinischen und wurde schon von den Römern für verschiedene Weidenarten verwendet. Die Art ähnelt stark Salix wilhelmsiana.
Es werden vier Varietäten unterschieden:
- Salix cheilophila var. acuminata C.Wang & Y.L.Chou mit verkehrt-lanzettlichen, 4 bis 6 Millimeter langen und 7 bis 10 Millimeter breiten, bespitzten Blattspreiten. Weibliche Blüten haben einen kurz gestielten Fruchtknoten, der Griffel ist lang und erreicht etwa ein Drittel der Länge des Fruchtknotens. das Verbreitungsgebiet liegt in der chinesischen Provinz Hebei.[4]
- Salix cheilophila var. cheilophila mit linealischen oder lienealisch-verkehrt-lanzettlichen, 2,5 bis 3 selten 5 Zentimeter langen und 3 bis 5 selten 7 Millimeter breiten, zugespitzten oder bespitzten Blattspreiten. Weibliche Kätzchen sind 1,3 bis 2 Zentimeter lang bei Durchmessern von 1 bis 2 Millimetern. Die Tragblätter erreichen etwa zwei Drittel der Länge der Fruchtknoten. Der Fruchtknoten sind dicht fein behaart, der Griffel kurz oder fehlend.[5]
- Salix cheilophila var. microstachyoides (C.Wang & P.Y.Fu) C.Wang & C.F.Fang mit kurzen, dicken, 5 bis 6 Millimeter langen und 2 bis 3 Millimeter durchmessenden weiblichen Kätzchen. Die Tragblätter sind meist etwa gleich lang wie der Fruchtknoten. Weibliche Blüten haben zwei Nektardrüsen, eine adaxiale und eine abaxiale. Die Art wird meist kultiviert, das natürliche Verbreitungsgebiet liegt in Tibet. Das Taxon wurde zuerst als eigene Art Salix microstachyoides beschrieben.[6]
- Salix cheilophila var. villosa G.H.Wang mit unterseits zottig behaarten Tragblättern. Weibliche Blüten haben einen verlängerten, bis 3 Millimeter langen Griffel. Das Verbreitungsgebiet liegt in Hebei.[7]

## Nachweise